# Cupha pallescens
Cupha pallescens är en fjärilsart som beskrevs av Frederick DuCane Godman och Osbert Salvin 1888. Cupha pallescens ingår i släktet Cupha och familjen praktfjärilar. Inga underarter finns listade i Catalogue of Life.